# Clã Cranstoun
O Clã Cranstoun é um clã escocês da região das Terras Baixas, Escócia.
O título de Lorde de Cranston extinguiu-se com a morte do 11º Lorde de Cranston.